# Sang Yang
Sang Yang (en chino: 桑洋; Hangzhou, 17 de julio de 1982) es un deportista chino que compitió en bádminton, en la modalidad de dobles.
Ganó una medalla de bronce en el Campeonato Mundial de Bádminton de 2003. Participó en los Juegos Olímpicos de Atenas 2004, ocupando el quinto lugar en la prueba de dobles.

## Palmarés internacional
| Campeonato Mundial | Campeonato Mundial       | Campeonato Mundial | Campeonato Mundial |
| Año                | Lugar                    | Medalla            | Prueba             |
| ------------------ | ------------------------ | ------------------ | ------------------ |
| 2003               | Birmingham (Reino Unido) | Medalla de bronce  | Dobles             |